# Wilhelm Bartz
Wilhelm Bartz (* 10. Dezember 1881 in Tangermünde; † 18. März 1929 in Berlin) war ein zunächst sozialdemokratischen später kommunistischer Politiker.
Bartz war gelernter Buchdrucker und arbeitete bis 1907 als Buchdruckergehilfe. Im Jahr 1900 trat er der SPD und den freien Gewerkschaften bei. In den Jahren 1903 und 1904 war er Mitglied im Vorstand des Gewerkschaftskartells in Bant-Wilhelmshaven. Hauptberuflich war Bartz von 1907 bis 1919 Redakteur der Norddeutschen Volksstimme mit Sitz in Bremerhaven. In den Jahren 1910 und 1911 absolvierte er die Reichsparteischule der SPD.
Im Jahr 1919 trat er der USPD und 1920 der KPD bei. Zwischen 1919 und 1921 war Bartz als Redakteur der Arbeiterzeitung für das Unterwesergebiet in Lehe tätig. Dort war er von 1919 bis 1921 auch Stadtverordneter. Außerdem war er Mitglied des Kreistages.
Seit 1921 arbeitete er für die Internationale Pressekorrespondenz in Berlin. Zwischen 1920 und 1924 gehörte er dem Deutschen Reichstag an und 1922 einer der Vorsitzenden der KPD Fraktion. Seit 1924 arbeitete er für die KPD Organisationsabteilung. Von 1925 bis zu seinem Tod war Bartz Geschäftsführer der Parteizeitung Rote Fahne. Außerdem war er bis 1929 stellvertretendes Mitglied des preußischen Staatsrates.